# جنون الملك جورج (فلم)
جنون الملك جورج (بالإنجليزية: The Madness of King George) هو فيلم دراما تم إنتاجه في المملكة المتحدة وصدر في سنة 1994.

## بطولة
- نايجل هوثورن
- هيلين ميرين
- إيان هولم

## الميزانية والإيرادات
حقق أرباحا تقدر بـ 15,238,689 دولار.

### ترشيحات وجوائز
| السنة | الحدث  | الفئة          | النتيجة  |
| ----- | ------ | -------------- | -------- |
|       | أوسكار | أفضل إنتاج فني | فـــــوز |

## وصلات خارجية
- مقالات تستعمل روابط فنية بلا صلة مع ويكي بيانات